# Tolmin

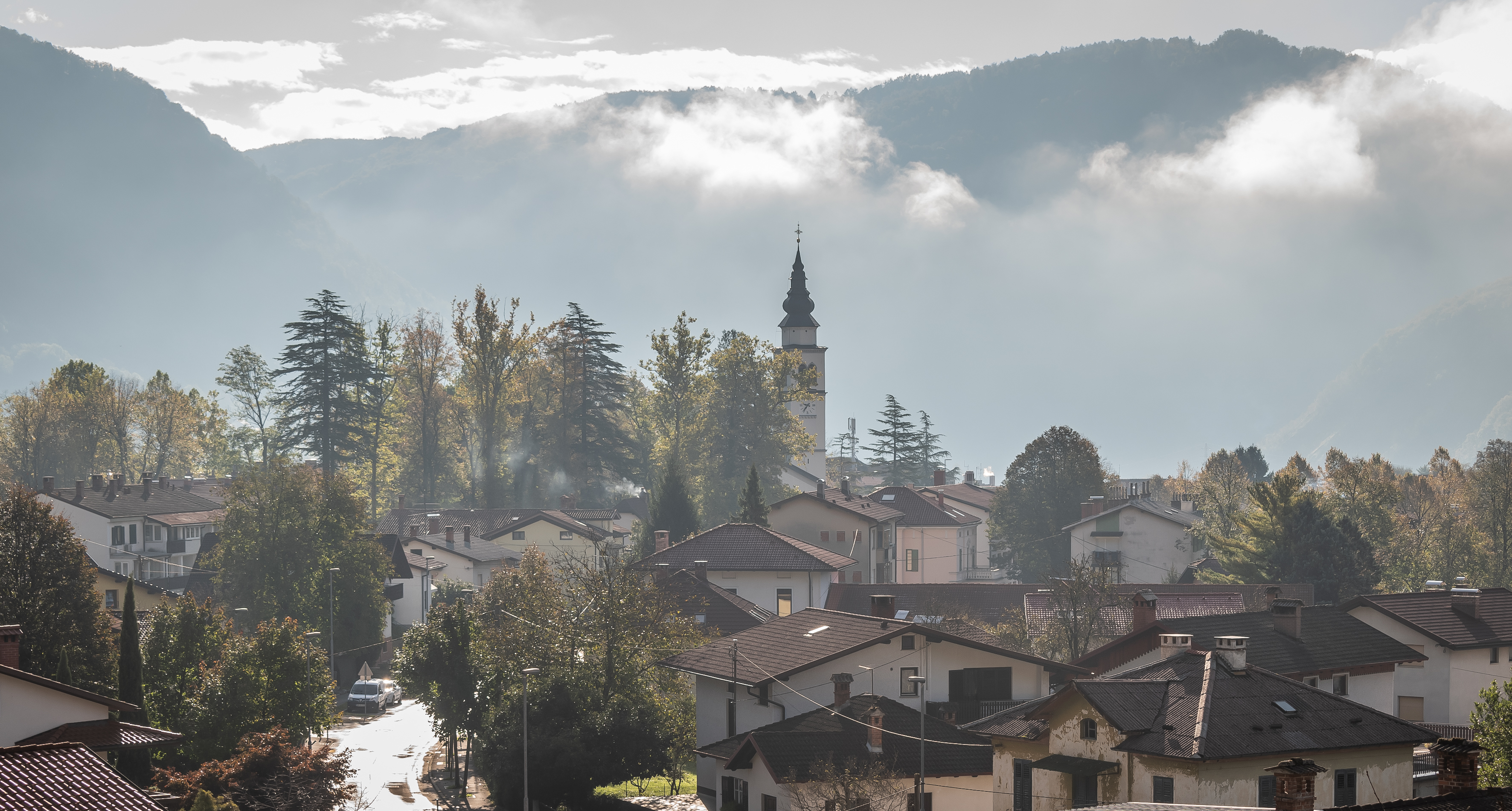

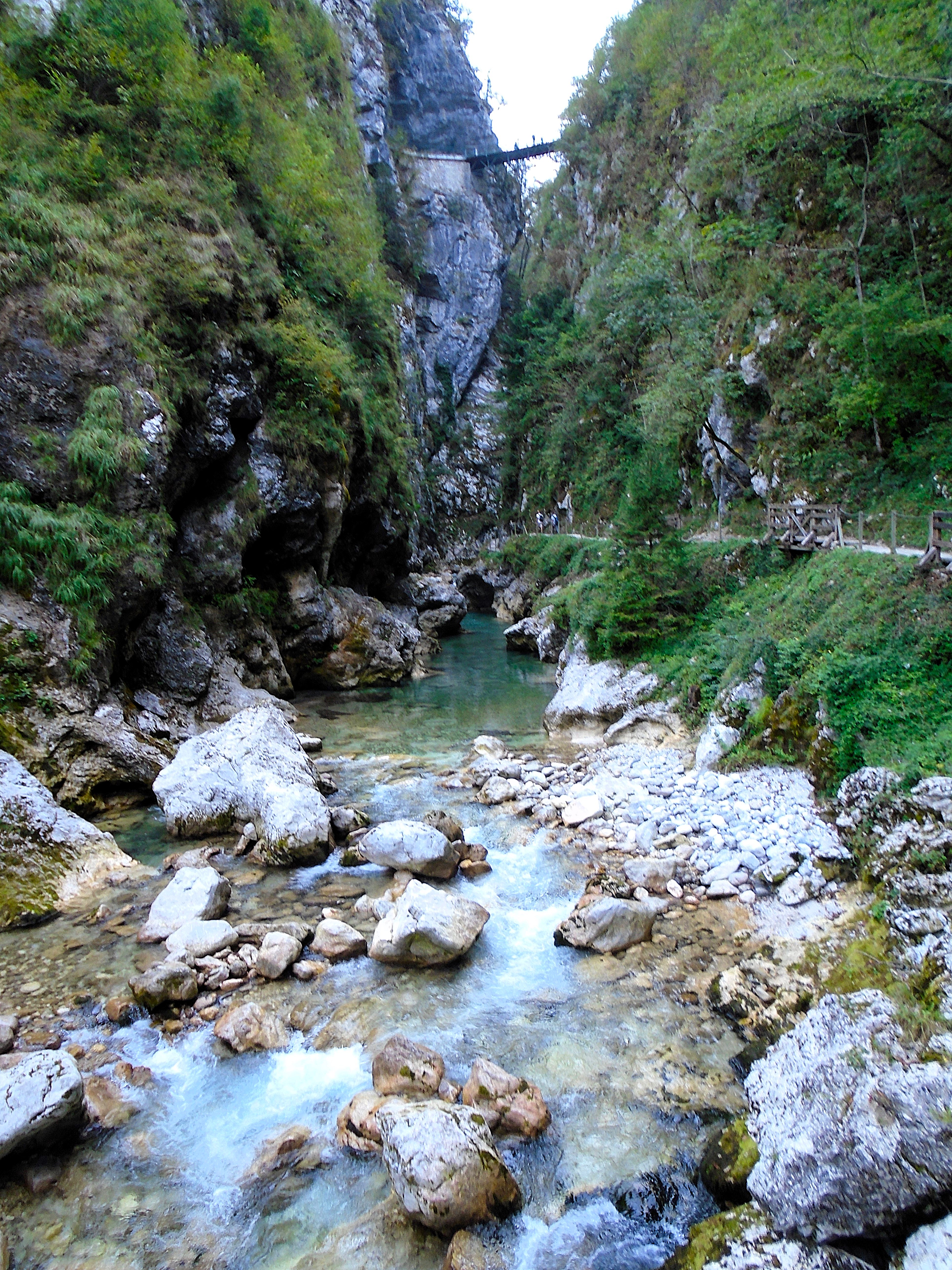
Der Fluss Soča (Isonzo) bei Tolmin

Tolmin (deutsch: Tolmein, italienisch: Tolmino) ist eine Kleinstadt in der historischen Landschaft Primorska (Region Goriška) im Westen Sloweniens.
Sie liegt in einer Seehöhe von 200 Meter auf einem vorgeschobenen Plateau zwischen den Flüssen Soča und Tolminka, am Zusammenlauf des Soča-Tales mit der Bača und der Idrijca. Die Stadt besteht aus 72 Ortschaften und Weilern. Sie ist Hauptort und Verwaltungssitz der 72 Ortschaften umfassenden Gemeinde Tolmin.

## Lage
Am Südrand der Julischen Alpen gelegen, repräsentiert die Stadt Tolmin Städtchen am mittleren Flusslauf der Soča den Verkehrsknotenpunkt einerseits an der Verbindungsstraße zwischen Kranjska Gora und Nova Gorica, anderseits den Ausgangspunkt des Verkehrswegs nach Škofja Loka und der Straße nach Idrija und Logatec. Vom etwas erhöht über dem Soča-Tal gelegenen Ort ausgehend erreicht man flussaufwärts die 16 km entfernte Gemeinde Kobarid, flussabwärts nach 41 km die Stadt Nova Gorica. Bis in die östlich gelegene slowenische Hauptstadt Ljubljana sind es noch 87 Straßenkilometer. Nördlich der Stadt liegt der Nationalpark Triglav, zu dem auch die Tolmin-Klamm gehört.

## Geschichte
In der Antike war das Gebiet von den Illyrern und später von den Römern besiedelt. Im 6. Jahrhundert besiedelten die Slawen, die Vorfahren der heutigen Slowenen, das Gebiet.
Bis 1420 gehörte die Gegend zum Patriarchat von Aquileia, danach zur Republik Venedig erworben. Im Jahr 1514 kam es in den Besitz der Habsburger, die es der Familie Coronini-Cronberg als Lehen gaben. Mittelalterliche Dokumente zeugen von einer langen Reihe von Aufständen, die ihren Höhepunkt im Tolminer Bauernaufstand von 1713 fanden. Dieser Aufstand breitete sich von der Grafschaft Tolmin über das Wippachtal, den Karst und die Gegend um Brda bis nach Nordistrien aus. Der Aufstand wurde von der kaiserlichen Armee erbarmungslos niedergeschlagen und seine elf Anführer wurden enthauptet.
Im 16. Jahrhundert wurde das Gebiet Teil der Grafschaft Görz und Gradisca. 
Die historische Landschaft wird bestimmt durch die Soča, an deren Ufern die zwölf Isonzo-Schlachten während des Ersten Weltkriegs stattfanden. Auch die Deutsche Kriegsgräberstätte Tolmin erinnert daran.
Nach der Besetzung durch italienische Truppen Ende 1918 gehörte Tolmin zwischen 1918 und 1943 (nominell bis 1947) als Gemeinde der Provinz Gorizia (als Tolmino) zum Königreich Italien, mit Ausnahme des Zeitraums zwischen 1924 und 1927, als die Provinz Gorizia aufgelöst und der Provinz Udine angegliedert wurde, und zwischen 1943 und 1945 zur nationalsozialistischen deutschen Operationszone Adriatisches Küstenland. Im Jahr 1945 wurde sie von den jugoslawischen Partisanen befreit und 1947 offiziell an Jugoslawien angegliedert. Seitdem ist es ein integraler Bestandteil Sloweniens.

## Kulturgut
Die Heiligengeistkirche Javorca östlich des Soča-Tals ist eine Gedenkstätte des Ersten Weltkrieges. Sie gilt als die einzige Jugendstil-Kirche in Slowenien. 
Auf dem isolierten Bergkegel Kozlov rob (426 m), gleich im Nordwesten hinter der Stadt gelegen, wo man eine vorgeschichtliche Burganlage fand, bauten die Patriarchen von Aquileia ein Schloss, von dem man heute nur noch die Überreste sieht. Ein geschichtlicher Pfad verbindet das Tal mit dem Gipfel.
Des Weiteren werden jährlich im Sommer das Metalcamp (ab 2013 Metaldays), Punk Rock Holiday und das OverJam Festival ausgetragen.

## Söhne und Töchter der Gemeinde
- Anton Haus (* 13. Juni 1851 in Tolmin; † 8. Februar 1917 in Pola), Oberbefehlshaber der Österreichisch-Ungarischen Kriegsmarine, Großadmiral
- Matija Bravničar (* 24. Februar 1897 in Tolmin; † 25. November 1977 in Ljubljana), Komponist